# Bwile (L.10) jezici
Bwile (L.10) jezici, jedna od pet jezičnih podskupine centralnih bantu jezika u zoni L u Zambiji. Ima svega jednog predstavnika, jezik bwile kojim govori oko 24.800 ljudi, i to 12.400 u Zambiji (1969 popis) i 12.400 u D R Kongo (2002).
Jezičnu zonu L čini zajedno s jezicima kaonde (L.40) (1), luba (L.30) (6), nkoya (L.50) (1) i songye (L.20) (5).

## Vanjske poveznice
- Ethnologue (14th)
- Ethnologue (15th)